# نصف‌النهار ۷۰ درجه غربی
نصف‌النهار ۷۰ درجه غربی ۷۰مین نصف‌النهار غربی از گرینویچ است که از لحاظ زمانی ۴ساعت و ۴۰دقیقه با گرینویچ اختلاف زمانی دارد.
این نصف‌النهار از قطب شمال شروع و از مناطق زیر گذشته و به قطب جنوب ختم می‌شود.
- اقیانوس اطلس
- آمریکای لاتین
- کانادا
- ایالات متحده آمریکا